# José Falguera
José Falguera (Tarrasa, Barcelona; 1778-Belmonte, Cuenca; 1823) fue un organista y compositor español.
Estudió órgano y violín con Anselmo Viola y Narciso Casanovas en la Escolanía de Montserrat, Barcelona. Tomó el hábito de monje jerónimo en 1794 en el Monasterio de El Escorial, Madrid. Fue autor de varias composiones religiosas y misas, entre las que destacan la misa para coro y orquesta Maitines de Apóstoles, un Salve Regina, una Letanía a Nuestra Señora y un Veni Creator.